# هاسکی رود مکنزی
هاسکی رود مکنزی (به انگلیسی: Mackenzie River husky)، نام یکی از نژادهای سگ است که خاستگاه آن به ایالات متحده آمریکا و کانادا بازمی‌گردد.       